# Mama (Spice Girls)
Mama è un singolo del gruppo musicale britannico Spice Girls, pubblicato il 3 marzo 1997 come quarto estratto dal loro primo album Spice.

## Descrizione
Mama è stata scritta dalle Spice Girls in collaborazione con Richard Stannard e Matt Rowe, al momento della sua pubblicazione come singolo nel 1997 diventa discretamente famoso in tutto il mondo: in Asia, in cui resta per tre settimane al primo posto nella classifica dei singoli proprio durante il periodo della festa della mamma, persona al quale la canzone è dedicata. Il primo posto arriva anche in Gran Bretagna, dando modo così alle Spice di aggiudicarsi il quarto numero uno consecutivo.
Inoltre, grazie al testo e al periodo di pubblicazione, divenne molto popolare tra i bambini e venne usata per celebrare la festa della mamma di quell'anno. Disco Di Platino in Uk (670,000)
Il singolo della canzone, uscito il 3 marzo 1997, è stato pubblicato in tutto il mondo tranne in USA e Canada, poiché la data di uscita in quei paesi avrebbe coinciso con quella di pubblicazione del nuovo album del gruppo, e si è così preferito sincronizzare i tempi non pubblicando questo singolo in quegli Stati. È il quarto singolo pubblicato nella storia delle Spice.
Il singolo della canzone contiene oltre a Mama in un unico disco anche l'altro singolo estratto dall'album Who Do You Think You Are (si tratta di quella che è definita in gergo di una doppia A-side).

## Videoclip
Il video ha come protagoniste le Spice e le loro madri, che durante la canzone tengono in mano le foto delle loro figlie quando erano giovani. Il video è intervallato da alcune immagini di ragazzine che interpretano le cinque ragazze da piccole, mentre ballano e cantano. L'esibizione delle cinque ragazze nel video era dedicata a un pubblico composto da madri e figli.

## Tracce
CD GB, Giappone
1. "Mama" [Radio Version] - 3:40
2. "Who Do You Think You Are" [Radio Version] - 3:44
3. "Baby Come Round" - 3:22
4. "Mama" [Biffco Mix] - 5:49

CD Germania
1. "Mama" [Radio Version] - 3:40
2. "Mama" [Album Version] - 5:03
3. "Who Do You Think You Are" [Radio Version] - 3:44

## Classifiche
| Paese             | Posizione massima |
| ----------------- | ----------------- |
| Regno Unito       | 1                 |
| Irlanda           | 2                 |
| Paesi Bassi       | 3                 |
| Svezia            | 5                 |
| Svizzera          | 6                 |
| Nuova Zelanda     | 6                 |
| Belgio (Vallonia) | 7                 |
| Italia            | 10                |
| Belgio (Fiandre)  | 10                |
| Norvegia          | 12                |
| Australia         | 13                |

| Classifica di fine anno (1997) | Posizione |
| ------------------------------ | --------- |
| Classifica italiana            | 94        |